# Junun (film, 2005)
Pour les articles homonymes, voir Junun.
Pour plus de détails, voir Fiche technique et Distribution.
Junun ou Démences (arabe : جنون) est un film tunisien réalisé en 2005 par Fadhel Jaïbi. Le film est l'adaptation de la pièce de théâtre éponyme qui avait connu un très grand succès en Tunisie et à l'étranger. Le film est tourné en majeure partie sur le chantier de construction de la nouvelle maison de la télévision tunisienne. Il sort dans les salles tunisiennes le 14 janvier 2008.

## Synopsis
Nun, jeune analphabète issu d'une famille de onze enfants, nés d'un père agent des douanes autoritaire, alcoolique et musulman pratiquant, vit avec sa mère, femme soumise et dépassée par les difficultés de sa vie sordide, et avec ses frères et sœurs tous chômeurs, repris de justice, prostituées ou émigrés clandestins. Le jour des fiançailles de sa sœur aînée, au moment de dire la prière, une crise de fou rire et de larmes irrépressible le conduit à l'hôpital psychiatrique de Tunis. C'est là qu'il rencontre une psychothérapeute. Rencontre qui va tout changer. 

## Fiche technique
- Titre original : Junun
- Réalisateur : Fadhel Jaïbi
- Histoire originale : Néjia Zemni
- Scénario : Jalila Baccar et Fadhel Jaïbi
- Musique : Pivo et Aldo Di Scalsi
- Photo : Ali Ben Abdallah
- Montage : Arbi Ben Ali
- Son : Moez Cheïkh
- Production : Familia Productions
- Pays d'origine :  Tunisie
- Langue : arabe
- Format : couleur (35 mm)
- Genre : drame
- Durée : 104 minutes
- Date de sortie : 14 janvier 2008 ( Tunisie)

## Distribution
- Mohamed Ali Ben Jemaa
- Jalila Baccar
- Fatma Ben Saïdane
- Kaïs Adouidi
- Raouf Ben Amor
- Basma El Euchi
- Awatef Jendoubi
- Salha Nasraoui
- Karim Keffi
- Riadh Arous
- Mourad Haj Salem
- Noureddine Hammami
- Slah Msadek
- Mohamed Kouka
- Ramzi Azaiez

## Distinctions
- Prix de la communication interculturelle du festival Vues d'Afrique de Montréal (2008)